# فدك
فدك موقع زراعي تاريخي، يقع جنوب مدينة الحائط في منطقة حائل، وتبعد عن من مدينة حائل بحوالي 250 كلم. أصبحت متروكة بعد انقطاع وجفاف مياه العيون التي كانت ترويها. تبلغ مساحاتها في أقصى طول لها 1200 متر، وأقصى عرض 600 متر.

## نبذة
يعد هذا الموقع من المواقع الأثرية في المنطقة، حيث تضم القلاع والحصون والقصور الحجرية السوداء.

## تاريخها
كان سكانها القدماء من العماليق ومن بعدهم سكنها اليهود، اشتهرت بزراعة القمح والتمور. أرسل علي بن أبي طالب لمحاربتهم ثم تم مصالحتهم على نصف أملاكهم. وقد كانت تُسكن من العماليق إلى أن جاء الملك العراقي نابونيد وأبادهم ثم رحل بعد عشر سنين. فعاد العماليق وتمكنوا من السيطرة على فدك ثم جاء يهود خيبر وسيطروا على المنطقة. وهي من أهم المدن التاريخية بالجزيرة العربية.

## موقعها
بينها وبين المدينة المنورة يومان، وقيل ثلاثة، وهي أرض يهودية في مطلع تأريخها المأثور، هذا ما كان يتعلق بالعصور الماضية، أما اليوم فيختلف الأمر تمامًا في ظل وجود وسائل الراحة والتيسير، فهي تبعد عن المدينة المنورة بحوالي 280 تقريبًا بمدة لا تزيد عن ثلاث ساعات على الأكثر، ولها طريقين من المدينة، الأول من محافظة الحناكية إلى هجرة الصويدرة إلى الحليفتين الحليفة السفلى ثم الحليفة العليا ثم عدة قرى وبعدها تصل إلى محافظة الحائط، أما الطريق الآخر فهو الأقرب وهو من محافظة الحناكية ومن ثم إلى مدينة النخيل ومن ثم قرية عمائر المرير، وبعدها إلى محافظة الحائط طريق إسفلتي.
وكانت تسكنها طائفة من اليهود، ولم يزالوا على ذلك حتى السنة السابعة، إلى أن صالحوا الرسول محمد على النصف من فدك وروي أنه صالحهم عليها كلها. وابتدأ بذلك تاريخها الإسلامي، فكانت ملكا لرسول الله، لأنها مما لم يوجف عليها بخيل ولا ركاب.
قال أبو بكر أحمد الجوهري: وروى محمد بن إسحاق أن رسول الله لما فرغ من خيبر قذف الله الرعب في قلوب أهل فدك، فبعثوا إلى رسول الله فصالحوه على النصف من فدك، فقدِمَت عليه رسُلهم بخيبر أو بالطريق، أو بعدما أقام بالمدينة فقَبِل ذلك منهم، وكانت فدك لرسول الله خالصة له، لم يوجف عليها بخيل ولا ركاب. قال: وقد روي أنّه صالحهم عليها كلها.

## الاختلاف على ملكيتها

### أهل السنة والجماعة
فدك على الصحيح أن الرسول محمد جعلها وقفًا فيما يحتاجه هو وأهل بيته، وصنع أول الخلفاء الراشدين أبو بكر الصديق بها ما صنع بها رسول الله وكذلك الخلفاء الراشدون من بعده. ففاطمة الزهراء جاءت تطالب بها ميراثًا وليس هبة. والقول بأنه وهبها لفاطمة قائم على أدلة ضعيفة.

### الشيعة
قدم رسول الله صلى الله عليه وآله وسلم فدك لابنته فاطمة الزهراء، حيث ورد في ذلك الروايات:
- أخرج البزار، وأبو يعلى وابن أبي حاتم وابن مردويه عن أبي سعيد الخدري قال: لما نزلت هذه الآية: [ و آت ذا القربى حقّه] دعا رسول الله فاطمة فأعطاها فدك.[3]
- أخرج ابن مردويه عن ابن عباس قال: لما نزلت: {وآتِ ذَا القُرْبى حَقَّهُ} أقطع رسول الله فاطمة فدك.[4]

## فدك بعد وفاة النبي

### نظر أهل السنة
أن فاطمة طالبت بورثها من النبي من فدك، ظنًا منها أنها ترث كما يرث الولد والده، فقال أبو بكر وخليفة المسلمين لها ماسمع من النبي «لا نورث، ما تركناه فهو صدقة» فرجعت فاطمة بعد علمها بالدليل ولم تطالبه به مرةً أخرى حتى ماتت، ولا ورثتها من بعدها.

### نظر الشيعة
أن فدك كانت ملك خاص لرسول الله وقد أهداها لإبنته فاطمة الزهراء، وبقيت عندها إلى أن توفي النبي، ولكن بعد وفاة النبي واستلام أبو بكر لأمر الخلافة أخذ فدك منها، وبعد أبي بكر كان البعض من خلفاء بني أمية وبني العباس يأخذها من أبناء فاطمة والبعض الآخر منهم كان يرجعها إليها كعمر بن عبد العزيز والمأمون.